# Bir Bakar
Bir Bakar (arab. بئر بكار) – wieś w Syrii, w muhafazie Aleppo, w dystrykcie Ajn al-Arab. W 2004 roku liczyła 299 mieszkańców.